# Molophilus yandala
Molophilus yandala là một loài ruồi trong họ Limoniidae. Chúng phân bố ở miền Australasia.